# Bomboletta spray

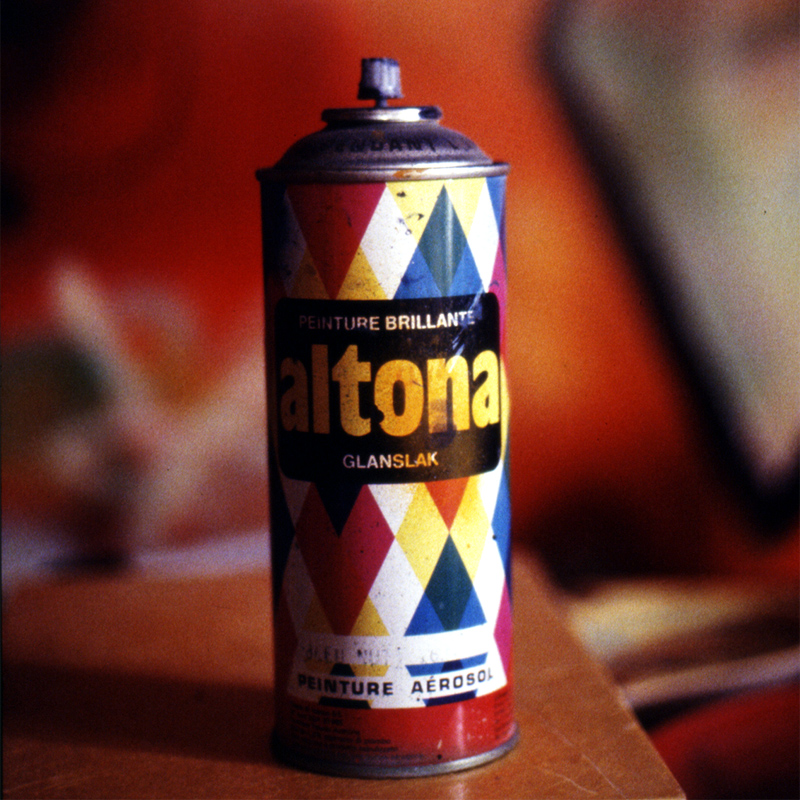
Una bomboletta spray di vernice

La bomboletta spray è un contenitore, in banda stagnata o alluminio, contenente del liquido la cui espulsione avviene grazie ad un gas liquefatto che ha lo scopo di diffondere il contenuto della bomboletta sotto forma di aerosol.
L'invenzione di questo processo, risalente al 1926, si deve al chimico norvegese Erik Rotheim, che ne vendette il brevetto a una azienda statunitense. Nel 1939 Julian Seth Kahn produsse la prima bomboletta spray.
Una delle prime applicazioni importanti dell'invenzione avvenne durante la seconda guerra mondiale, quando fu approntato uno spray destinato a diffondere insetticida contro gli insetti portatori della malaria.
Nel 1949 Edward Seymour introdusse per la prima volta nelle bombolette spray della vernice.

## Il principio di funzionamento
Il gas, solitamente un miscela di propano e butano (o isobutano), compresso sino a raggiungere lo stato liquido, nel momento in cui viene premuta la valvola in materiale plastico tende a uscire violentemente da un piccolo ugello, trascinando con sé anche la sostanza utile con cui era stato miscelato, e si dissolve nell'aria.
Inizialmente il gas più usato nelle bombolette era il freon ma, dal 1989, in tutto il mondo è stato messo al bando a causa dei danni causati dallo stesso allo strato di ozono dell'atmosfera.
Le bombolette attuali possono contenere i materiali più diversi: molto comuni sono quelle contenenti profumi, insetticidi, prodotti per la pulizia, lubrificanti industriali e vernice. Per il fatto che contengono gas sotto pressione molto spesso infiammabile, si consiglia cautela sia nell'utilizzo, sia nel trasporto. Il trasporto delle bombolette spray è in genere soggetto alla normativa sul trasporto di merci pericolose via strada (European Agreement concerning the International Carriage of Dangerous Goods by Road, in breve ADR), via mare (IMDG), via aerea (ICAO) e via ferrovia (ADN).
L'uso della vernice in spray è una delle tecniche preferite dagli artisti dediti al graffitismo.
Al termine del ciclo di vita della bomboletta è utile conferirla alla raccolta differenziata al fine di garantire il riciclo del metallo, a condizione che essa non contenga sostanze tossiche o infiammabili.

## Storia

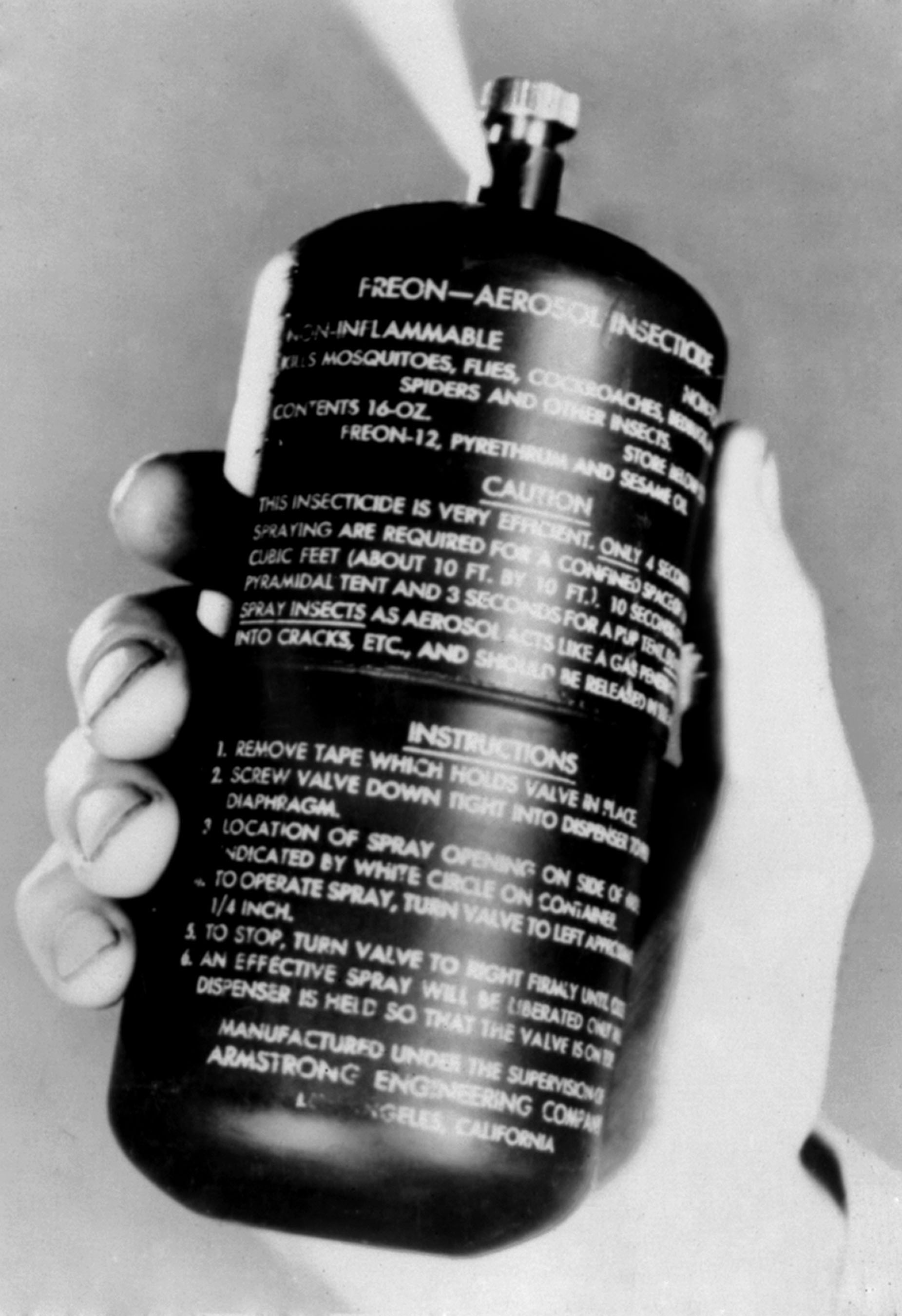
La bomboletta spray inventata dai ricercatori dell'USDA, Lyle Goodhue e William Sullivan.

I concetti di aerosol risalgono probabilmente al 1790. Il primo brevetto di bomboletta spray fu concesso a Oslo nel 1927 a Erik Rotheim, un ingegnere chimico norvegese, e fu concesso un brevetto statunitense per l'invenzione nel 1931. I diritti di brevetto furono venduti a una società statunitense per 100.000 corone norvegesi. Il servizio postale norvegese, Posten Norge, ha celebrato l'invenzione emettendo un francobollo nel 1998.
Nel 1939, l'americano Julian S. Kahn ricevette un brevetto per una bomboletta spray usa e getta, ma il prodotto rimase in gran parte sottosviluppato. L'idea di Kahn era di mescolare panna e un propellente da due fonti per fare la panna montata a casa, non un vero e proprio aerosol.
Fu solo nel 1941 che la bomboletta spray fu utilizzata per la prima volta dagli americani Lyle Goodhue e William Sullivan del Bureau of Entomology and Plant Quarantine degli Stati Uniti, che sono accreditati come gli inventori della moderna bomboletta spray. Il design di una bomboletta spray ricaricabile, soprannominata aerosol bomb o bug bomb, è l'antenato di molti prodotti spray commerciali. Era una lattina d'acciaio delle dimensioni di una mano caricata con un gas liquefatto a una pressione di 75 libbre e un prodotto da espellere sotto forma di nebbia o schiuma. Sull'invenzione è stato rilasciato un brevetto di servizio pubblico e assegnato al Segretario dell'Agricoltura ad uso gratuito del popolo degli Stati Uniti. Pressurizzata da gas liquefatto, che le conferiva qualità propellenti, la piccola lattina portatile consentiva ai soldati di difendersi dalle zanzare portatrici della malaria spruzzando all'interno di tende e aeroplani nel Pacifico durante la seconda guerra mondiale.
Nel 1948, tre società ottennero licenze dal governo degli Stati Uniti per la produzione di spray aerosol. Due delle tre società, Chase Products Company e Claire Manufacturing, continuano a produrre spray aerosol. La valvola detta "crimp-on", utilizzata per controllare lo spray nelle bombolette aerosol a bassa pressione, è stata sviluppata nel 1949 dal proprietario dell'officina meccanica del Bronx Robert H. Abplanalp.
Nel 1974 i dottori Frank Sherwood Rowland e Mario J. Molina hanno proposto che i clorofluorocarburi, usati come propellenti negli spray aerosol, contribuissero all'esaurimento dello strato di ozono terrestre. In risposta a questa teoria, il Congresso degli Stati Uniti ha approvato nel 1977 emendamenti al Clean Air Act che autorizzano l'Agenzia per la protezione ambientale a regolamentare la presenza di CFC nell'atmosfera. Il Programma delle Nazioni Unite per l'ambiente ha richiesto la ricerca sullo strato di ozono quello stesso anno e, nel 1981, ha autorizzato una convenzione del quadro globale sulla protezione dello strato di ozono. Nel 1985, Joe Farman, Brian G. Gardiner e Jon Shanklin hanno pubblicato il primo articolo scientifico che descrive in dettaglio il buco nello strato di ozono. Nello stesso anno, in risposta all'autorizzazione delle Nazioni Unite, fu firmata la Convenzione di Vienna. Due anni dopo fu formalmente firmato il Protocollo di Montreal, che regolava la produzione di CFC. È entrato in vigore nel 1989. Gli Stati Uniti hanno formalmente eliminato i CFC nel 1995.

### Fabrican
Fabrican è una tecnologia per tessuti a spruzzo istantaneo. Il materiale da spruzzare è costituito da polimeri e fibre naturali o sintetiche. Lo spray viene erogato da una pistola ad aria compressa o da una bomboletta spray e si asciuga istantaneamente a contatto con l'aria, creando un tessuto non tessuto che può essere applicato su molte superfici (compresa l'acqua). Il materiale è sterile quando viene erogato dalla bomboletta spray o dalla pistola.
È stato inventato dal Dr. Manel Torres mentre studiava modi per accelerare i metodi convenzionali di costruzione degli indumenti come parte della sua ricerca di dottorato in Moda presso il Royal College of Art e l'Imperial College di Londra. Il Dr. Torres ha fondato Fabrican Ltd nel 2003.
Fabrican è stato presentato alla London Fashion Week 2010, a sfilate di moda a Milano e Mosca e a TED Talks. La tecnologia è stata descritta nei media dalla BBC, Discovery Channel, CBS News ed è apparsa nel film Mr. Nobody con Jared Leto.
Nel 2014, in conformità con l'enfasi organizzativa sullo sviluppo di applicazioni biomediche, Fabrican ha occupato nuove strutture di laboratorio presso il London Bioscience Innovation Center.

## Imballaggio
I moderni prodotti spray aerosol hanno tre parti principali: la bomboletta, la valvola e l'attuatore o pulsante. La lattina è più comunemente di banda stagnata laccata (acciaio con uno strato di stagno) e può essere composta da due o tre pezzi di metallo aggraffati insieme. Le lattine di alluminio sono comuni e generalmente utilizzate per prodotti più costosi o destinati ad avere un aspetto più pregiato, come i prodotti per la cura della persona. La valvola è aggraffata al bordo interno della bomboletta e il design di questo componente è importante per determinare la velocità di spruzzatura. L'attuatore viene premuto dall'utente per aprire la valvola; una molla chiude nuovamente la valvola quando viene rilasciata. La forma e la dimensione dell'ugello nell'attuatore controlla la dimensione delle particelle aerosolizzate e la diffusione dello spray aerosol.

## Alternative di imballaggio non propellenti
I veri spray aerosol rilasciano il loro propellente durante l'uso. Alcune alternative non propellenti includono vari flaconi spray, flaconi a compressione e sistemi di aerosol a gas compresso Bag on Valve (BoV) o Bag in Can (BiC).
Gli imballaggi che utilizzano un sistema di barriera a pistone di CCL Industries o EarthSafe di Crown Holdings sono spesso selezionati per prodotti altamente viscosi come gel per capelli post-schiumogeni, creme e lozioni dense, creme da spalmare, prodotti industriali e sigillanti. Il principale vantaggio di questo sistema è che elimina la permeazione di gas e assicura la separazione del prodotto dal propellente, mantenendo la purezza e l'integrità della formulazione per tutta la sua durata.

## Problemi di sicurezza

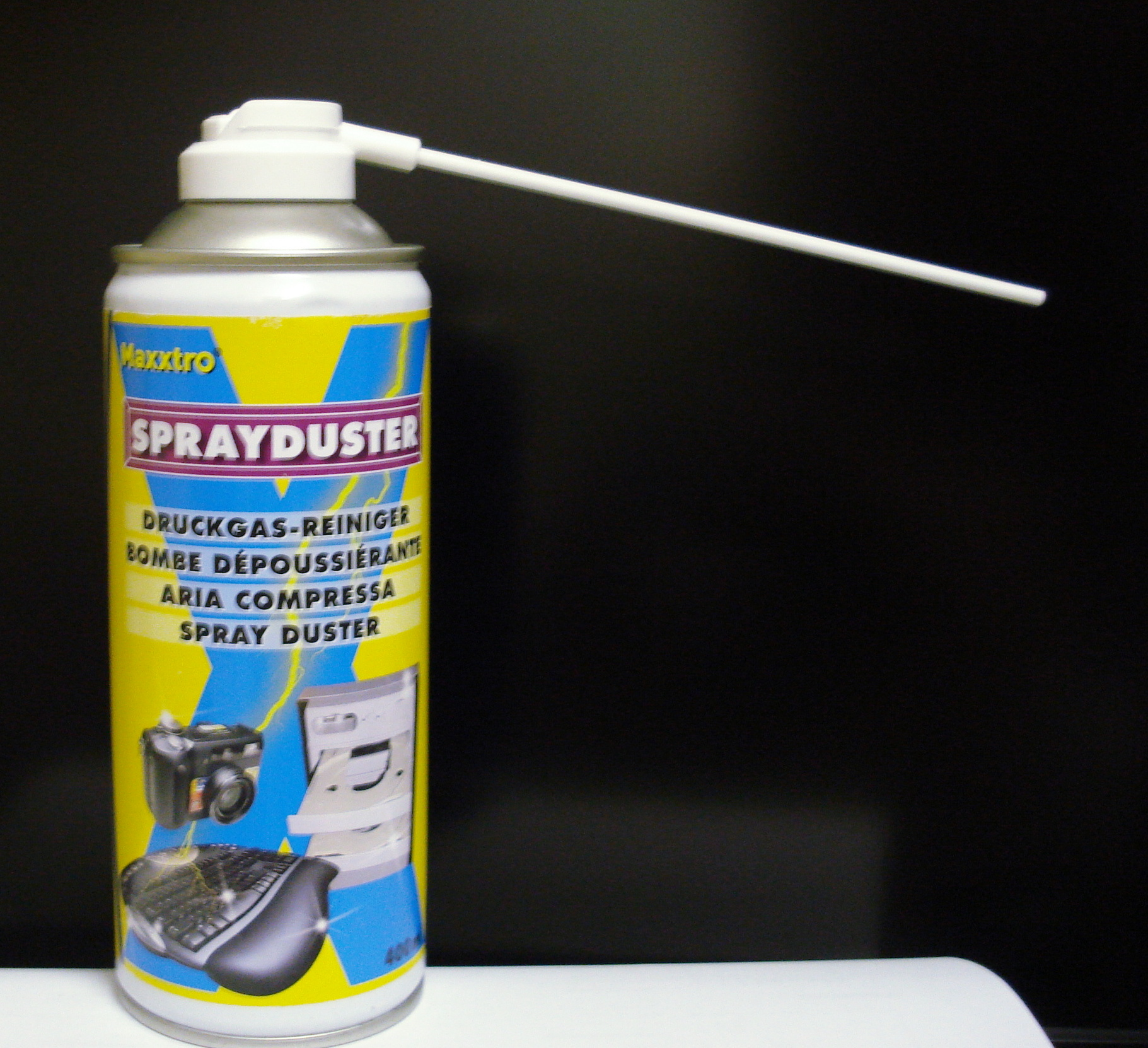
L'aria compressa spray non contiene aria ed è pericolosa, anche mortale, se inalata.

Le bombolette spray hanno tre aree principali di preoccupazione per la salute:
- Il contenuto può essere inalato deliberatamente per ottenere l'intossicazione dal propellente (noto come abuso di inalanti o "soffio"). Chiamarli "aria in scatola" o "lattine di aria compressa" potrebbe indurre in errore alcuni utenti a pensare che siano innocui; infatti tale uso improprio ha causato morti[38].
- Le lesioni da ustione da aerosol possono essere causate dall'irrorazione di aerosol direttamente sulla pelle, in una pratica talvolta chiamata "frosting"[39].
- I propellenti nelle bombolette aerosol sono in genere combinazioni di gas infiammabili ed è noto che causano incendi ed esplosioni[40]. Tuttavia, gas compressi non infiammabili come azoto e protossido di azoto sono stati ampiamente adottati in numerosi sistemi aerosol come deodoranti per ambienti e panna montata, così come propellenti liquidi non infiammabili[41].

Negli Stati Uniti le bombolette spray non vuote sono considerate rifiuti pericolosi, ma sono ancora considerate "riciclabili quando vuote" nei programmi di riciclaggio come lo US curbside recycling programs.

## Silly string

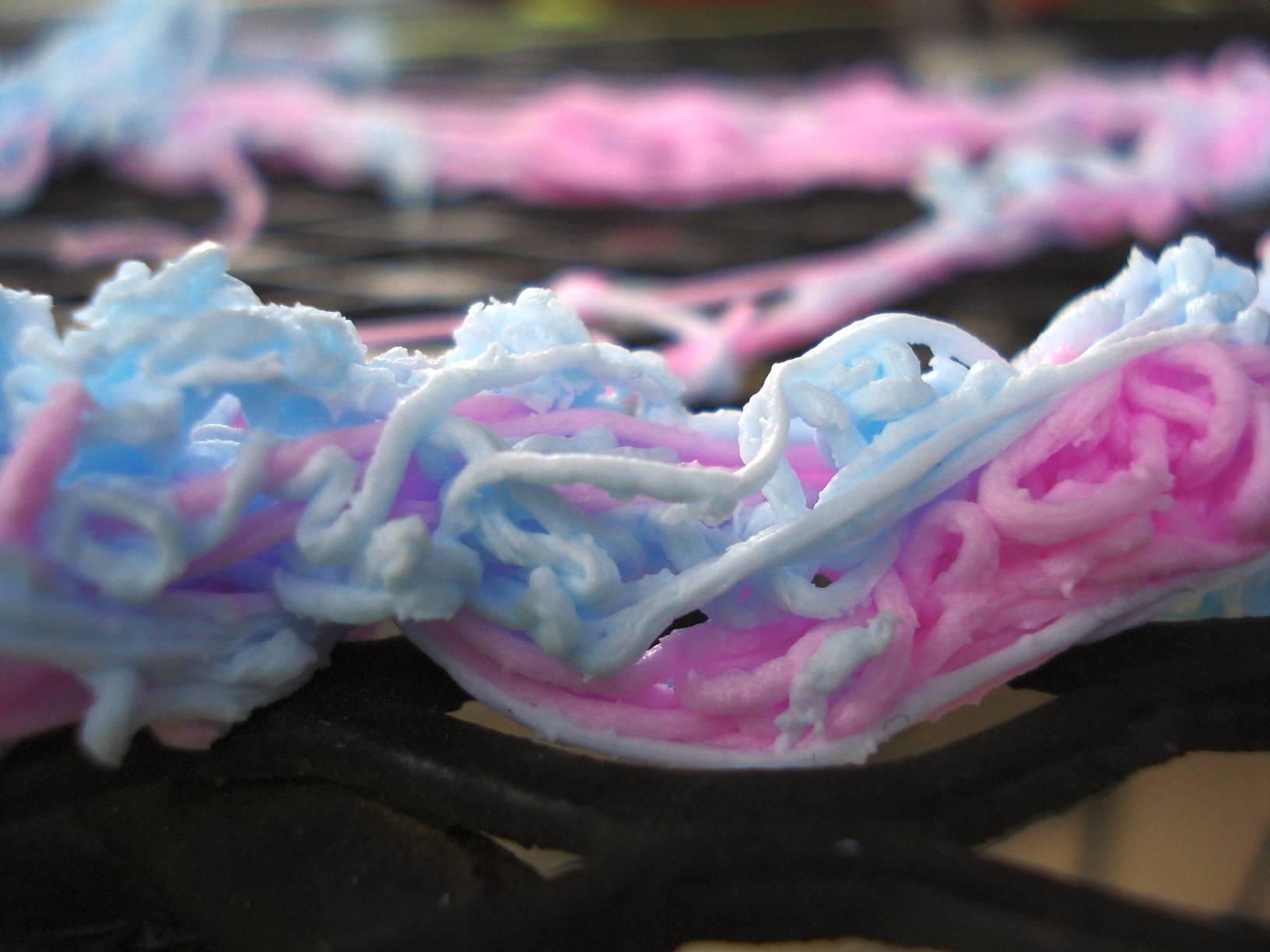
Stringa sciocca blu e rosa

Silly String (generalmente noto come aerosol string o stringa sciocca; in Italia sono comunemente conosciute come stelle filanti spray) è un giocattolo di corda di plastica flessibile, a volte dai colori vivaci, azionata come un flusso di liquido da una bomboletta spray. Il solvente nella corda evapora rapidamente a mezz'aria, creando un filo continuo.

### Uso militare
Stringhe sciocche e prodotti simili sono stati utilizzati dai militari per rilevare i cavi di scatto per trappole esplosive. La corda viene spruzzata nell'aria sopra l'area, rivelando i fili nascosti che si impigliano su di essi. La corda è abbastanza leggera da non rompere i fili e non innescare l'esplosivo.
A partire dal 2006 è stato utilizzato dalle truppe statunitensi in Iraq per questo scopo. Tuttavia, poiché il materiale è un aerosol, non può essere spedito privatamente in Iraq e non è fornito dai canali ufficiali. Pertanto, 80.000 lattine sono state immagazzinate involontariamente nel New Jersey. Nell'ottobre 2007 è stata trovata una compagnia di navigazione con le credenziali richieste.

### Divieti

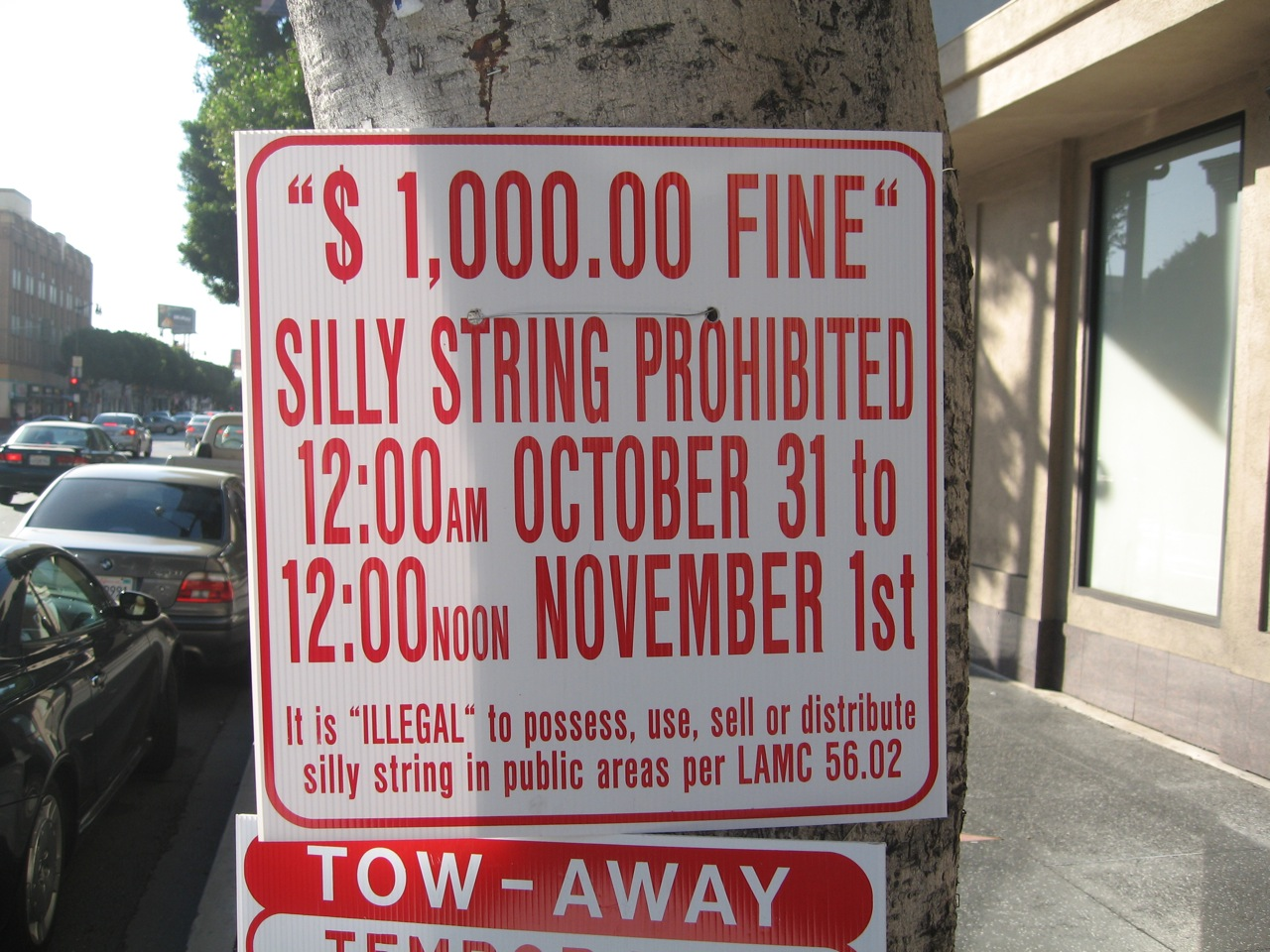
Los Angeles, cartello di divieto di stringhe sciocche nella notte di Halloween

L'uso di prodotti come la stringa sciocca è stato vietato in diversi luoghi per vari motivi, inclusi i costi di pulizia e rimozione e il timore di potenziali danni alla vernice delle case o dei veicoli.
È stato bandito nella città di Ridgewood, nel New Jersey, e in numerosi altri luoghi, e anche in occasione di incontri ed eventi pubblici. Il consiglio comunale di Huntington a Long Island ha vietato la vendita di stringhe sciocche entro 1.500 piedi (460 m) dal percorso di una parata. Nel 2001 la città di Middleborough (Massachusetts) bandì le stringhe sciocche punendo i trasgressori con multe.
Nel 2004 Los Angeles ha emanato un'ordinanza cittadina per vietare le stringhe sciocche a Hollywood la notte di Halloween.

## Legislazione italiana
In Italia la vendita di bombolette spray contenenti vernici non biodegradabili ai minori di 18 anni è punita con una sanzione amministrativa fino a 1000 euro.

## Impatto ambientale
Le bombolette spray hanno un impatto ambientale negativo, sia per quanto riguarda lo spruzzo delle sostanze che contengono sia nel caso di abbandono delle bombolette (anche vuote) nell'ambiente.

## Galleria d'immagini

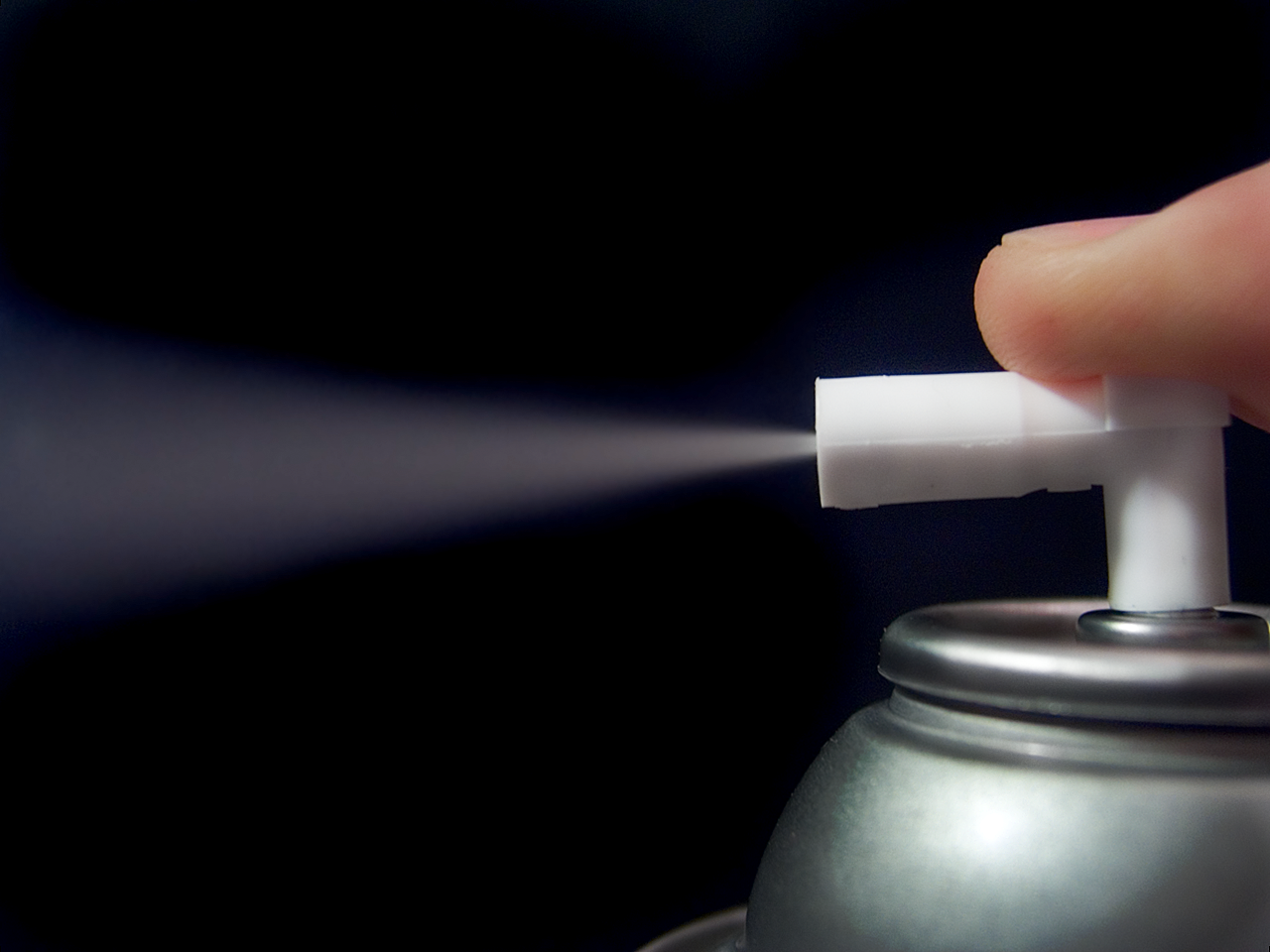
Fuoriuscita di una sostanza da una bomboletta spray
Un tipico sistema di valvole della bomboletta avrà una valvola "femmina". Essa può essere pre-assemblata con la coppa della valvola e installata sulla bomboletta come un unico pezzo, prima del riempimento a pressione. L'attuatore viene aggiunto in seguito.
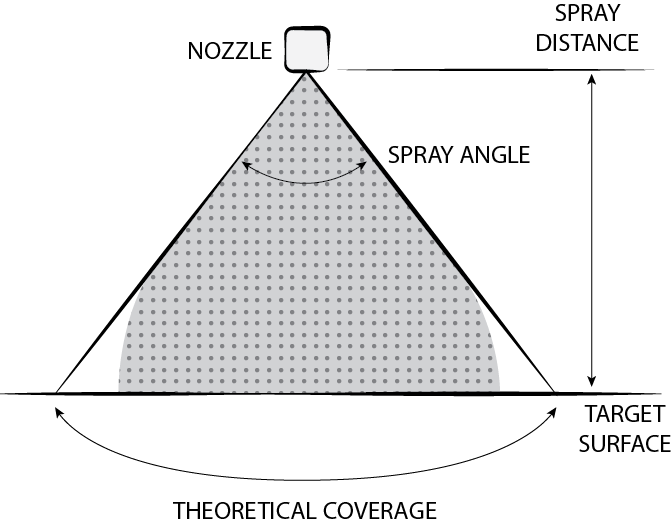
Illustrazione della copertura del ventaglio di spruzzatura (la distanza e l'area coperta da una sostanza spruzzata da una bomboletta spray).
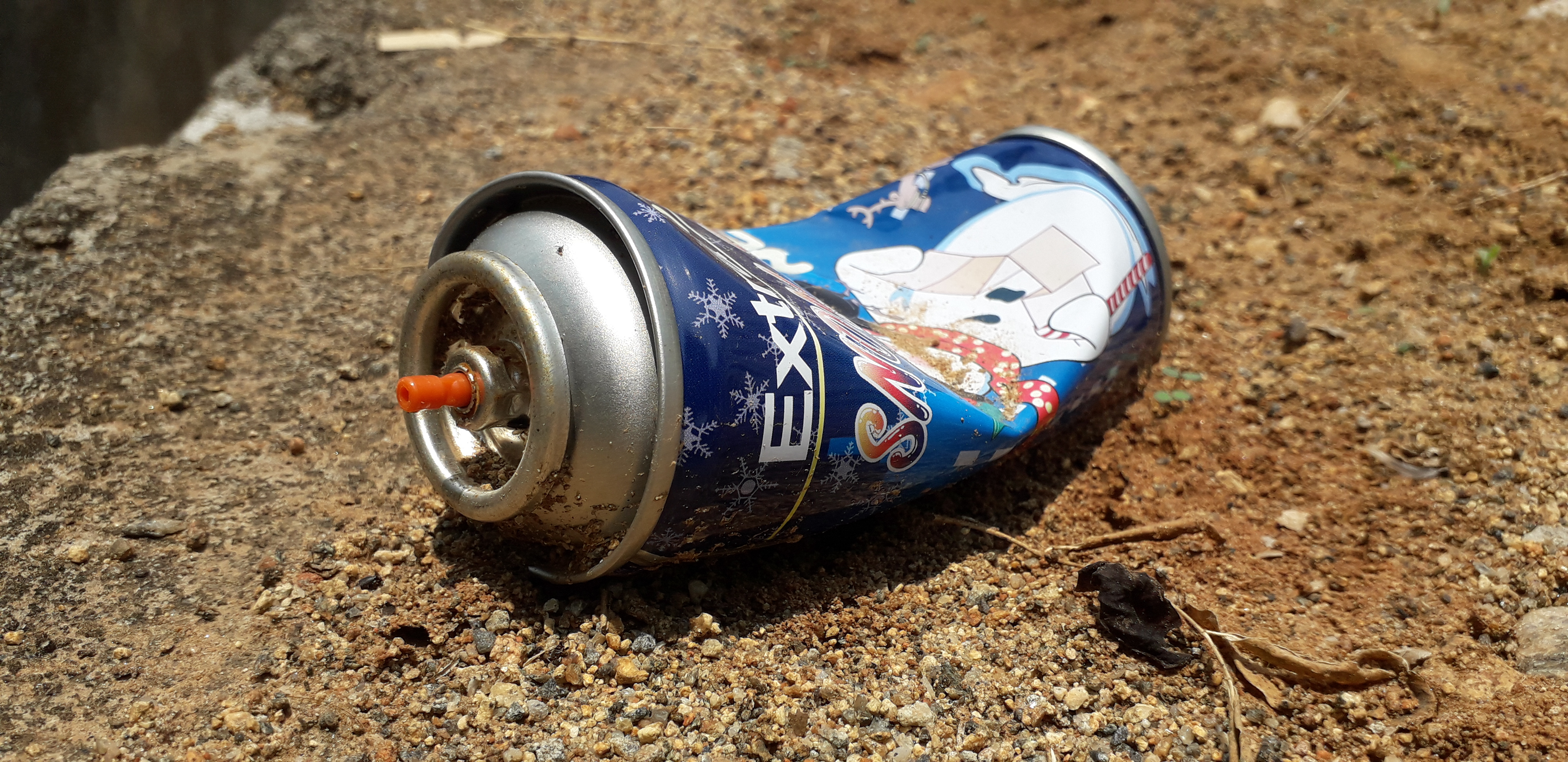
Una bomboletta spray usata e abbandonata nell'ambiente.
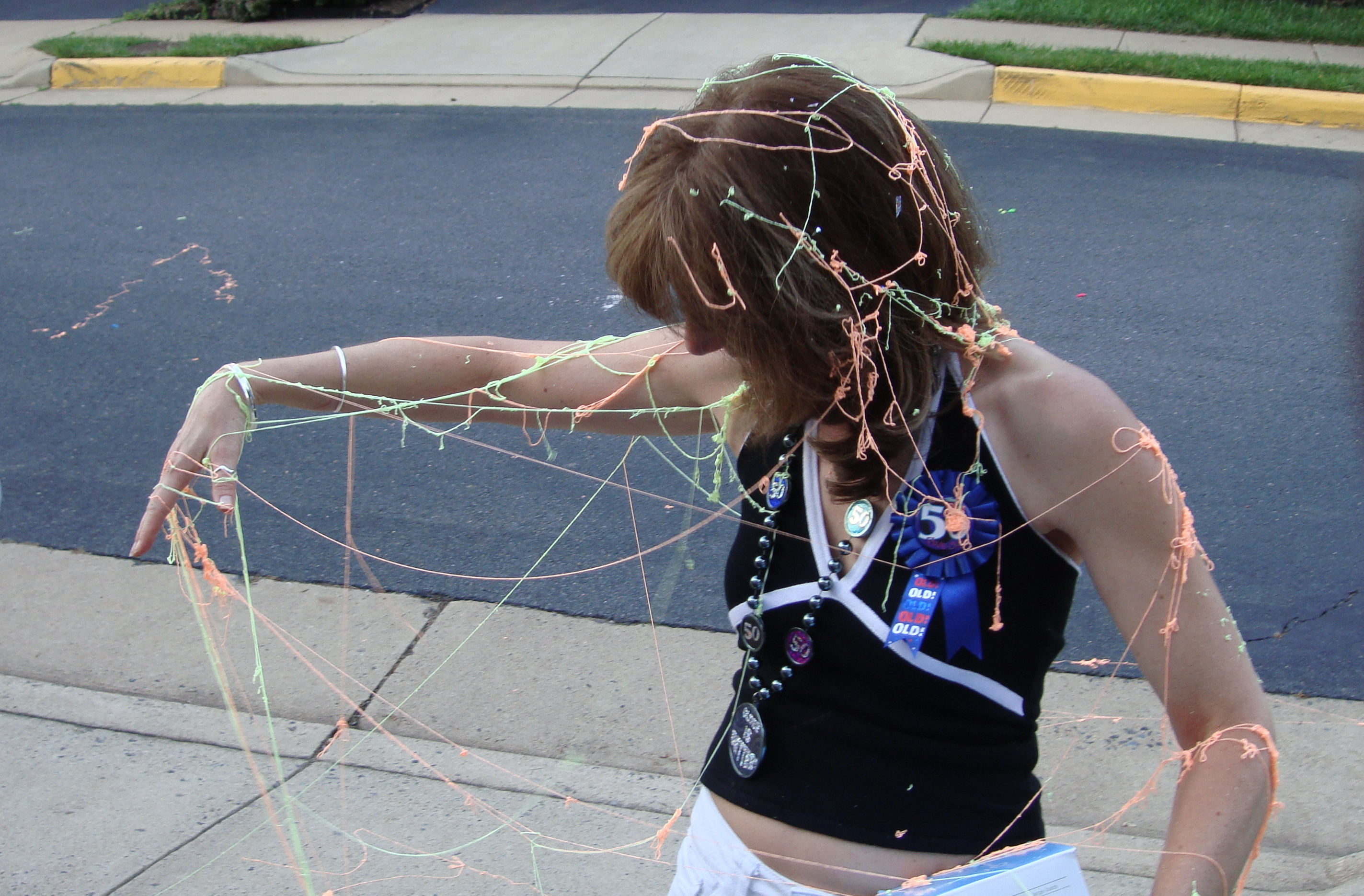
Persona coperta da stringhe sciocche spruzzate da una bomboletta spray.
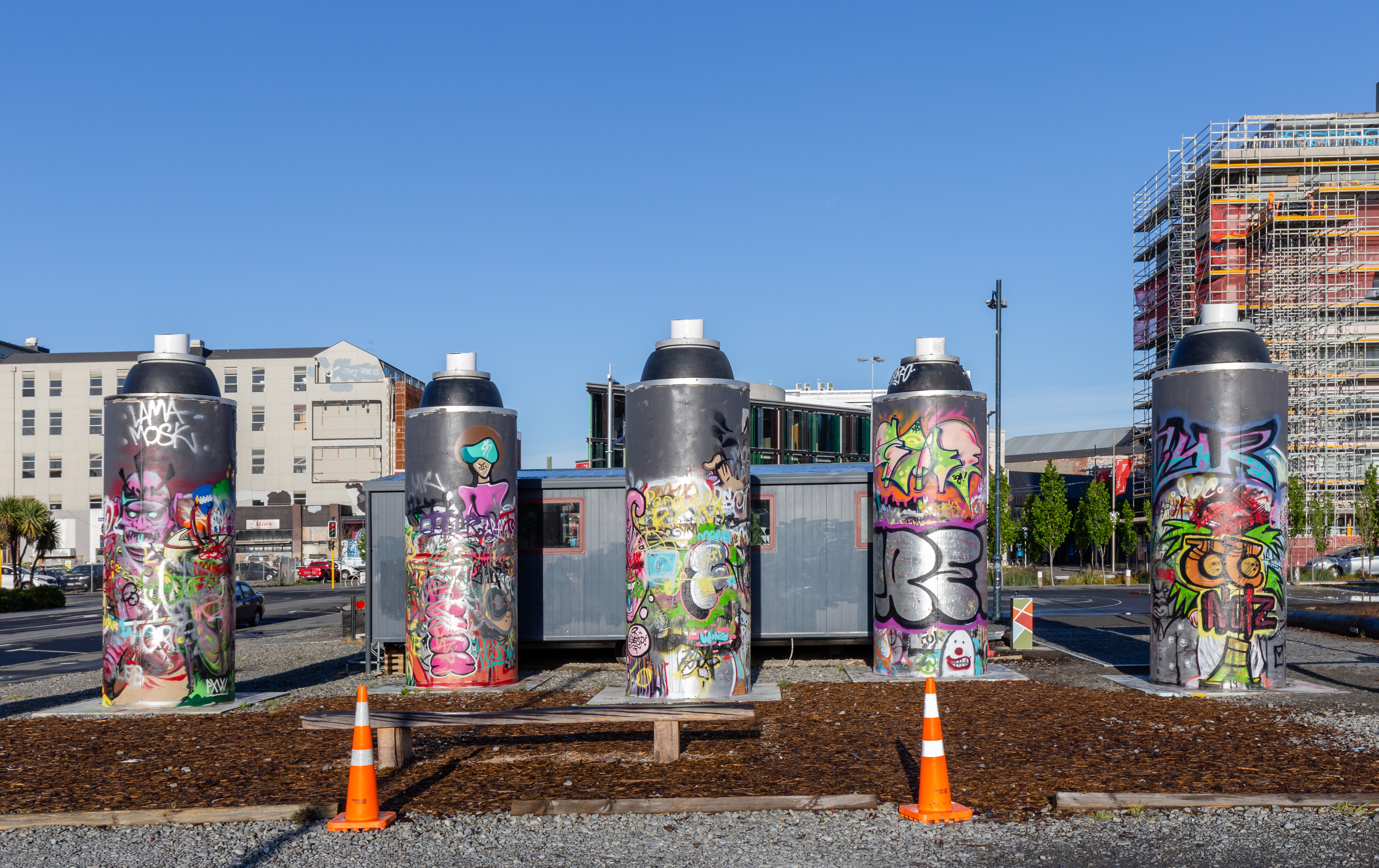
Bombolette spray giganti all'angolo tra Manchester St e Lichfield St, Christchurch, Nuova Zelanda.